# Ary Sternfeld
Ary AbramovichSternfeld (Sieradz, 14 de maio de 1905 — Moscou, 5 de julho de 1980) foi um engenheiro russo nascido na Polônia.
Foi co-criador da moderna ciência aeroespacial. Foi um engenheiro judeu de origem polonesa, e estudou na França. De 1935 até morrer trabalhou em Moscou.